# Power of Eternity
Power of Eternity je dvacáté studiové album britské rockové skupiny Wishbone Ash. Se skupinou poprvé hrál nový bubeník Joe Crabtree, který během nahrávání tohoto alba nahradil dlouholetého člena skupiny Ray Westona.

## Seznam skladeb
| Pořadí         | Název                          | Hudba                 | Text           | Délka |
| -------------- | ------------------------------ | --------------------- | -------------- | ----- |
| 1.             | The Power                      | Muddy Manninen        | Ian Harris     | 5:48  |
| 2.             | Driving a Wedge                | Manninen              | Andy Powell    | 4:24  |
| 3.             | In Crisis                      | Andy Powell, Manninen | Manninen       | 6:35  |
| 4.             | Dancing with the Shadows       | Manninen              | Manninen       | 5:55  |
| 5.             | Happiness                      | Manninen              | Manninen       | 4:24  |
| 6.             | Northern Lights (Instrumental) | Manninen              |                | 3:05  |
| 7.             | Your Indulgence                | Andy Powell           | Andy Powell    | 3:30  |
| 8.             | Growing Up                     | Manninen              | Manninen       | 4:38  |
| 9.             | Disappearing                   | Aynsley Powell        | Andy Powell    | 5:14  |
| 10.            | Hope Springs Eternal           | Andy Powell           | Andy Powell    | 5:55  |
| Celková délka: | Celková délka:                 | Celková délka:        | Celková délka: | 49:28 |

## Obsazení
- Andy Powell – kytara, sólový zpěv
- Muddy Manninen – kytara, zpěv
- Bob Skeat – baskytara, zpěv
- Joe Crabtree – bicí
- Ray Weston – bicí na "Your Indulgence"

Ostatní hudebníci
- Miri Miettinen – perkusy na "Northern Lights"
- Aynsley Powell – kytara na "Disappearing"